# 이라크 전쟁 (2013년~2017년)
이라크 전쟁은 IS가 이라크 반란을 기회로 삼아 2014년부터 북부 이라크 지역의 팔루자와 모술을 비롯한 주요 지역을 점령함으로써 벌어진 전쟁이다. 이 과정에서 이라크 총리 누리 알말리키가 사임하였고, 미국, 이란을 비롯한 수많은 국가들이 공습에 참여하고 이란군이 참전하였으며, 러시아가 이라크를 지원하였다.
이라크 군은 전쟁 초기인 2014년 9월 말에는 바그다드 교외 지역까지 IS에 내주었으나, 이후 2015년부터 미국과 이란의 지원으로 반격을 개시하였다. 2017년 6월 말에 모술을 탈환하였고, 같은 해 11월 3일에 IS의 마지막 주요 거점이었던 국경 도시 '알 카임'을 해방하였으며, 2017년 12월 9일에 전쟁의 최종 승리를 선언하였다.

## 같이 보기
- 이라크 반란 (2011년-2013년)
- 시리아 내전
- 이라크 레반트 이슬람 국가 (IS)
- 테러리스트